# Biserica Sfântul Martin din Opatów

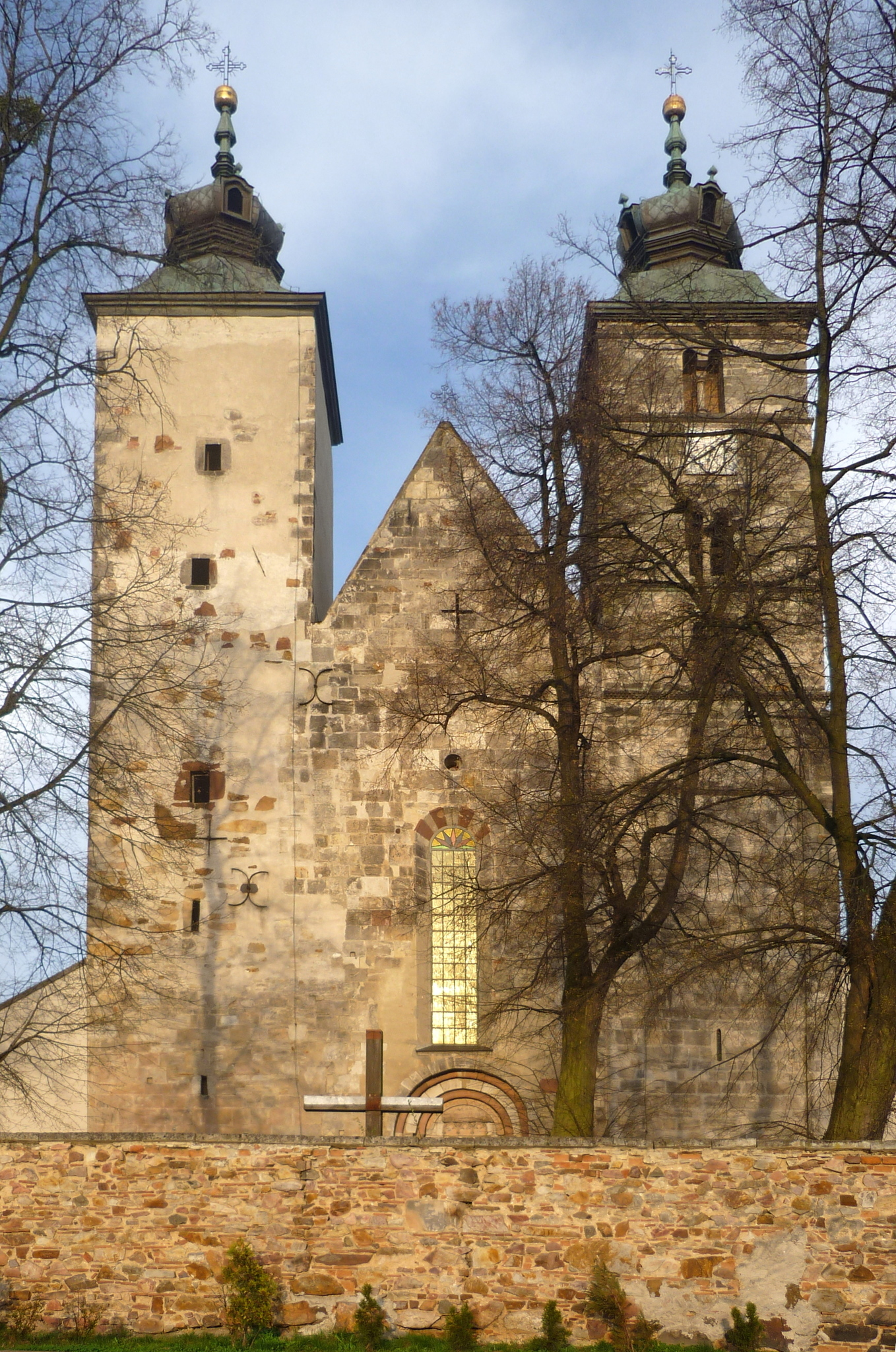

Biserica Sfântul Martin este o biserică romanică din Opatów, în Voievodatul Sfintei Cruci, Polonia. Edificiul este considerat drept cel mai valoros monument din Opatów, clădire reprezentativă pentru arhitectura romanică din Polonia. Patronul bisericii este sfântul Martin de Tours. 

## Istoric
Potrivit cronicarului Jan Długosz mănăstirea ar fi fost construită de fiul lui Boleslav al III-lea al Poloniei, ducele Henryk Sandomierski, cruciatul, pentru Cavalerii Templieri din Ierusalim. Alte surse atribuie biserica cistercienilor, benedictinilor sau lui Alojzy Dunin.

## Descriere
Edificiul a fost construit în stil romanic. Ulterior i-au fost adăugate unele elemente gotice, renascentiste și baroce. Biserica are două turnuri pe latura de vest. Cel din sud, cel romanic, a fost construit din piatră tăiată, și se remarcă prin ferestre mici. Al doilea turn, construit mai târziu, are o formă mai simplă. Există un portal principal romanic între turnuri cu un portal gotic plasat pe el. Lângă portal există urme ale unei intrări acoperite cu trei arcade.
Nava centrală a clădirii provine, probabil, din secolul al XVI-lea și este acoperită cu o boltă din perioada gotică târzie, care a înlocuit un tavan de lemn. Interiorul bisericii este acoperit de picturi baroce din secolul al XVIII-lea. Pereții navei centrale, cu arcade, au fost decorați cu scene alegorice, iar pe boltă există scene din viața Sf. Martin.
În altar se află o reprezentare a Maicii Domnului cu pruncul Isus din secolul al XVI-lea.